# Jaciment arqueològic de Roca Rubí
Roca Rubí és un jaciment arqueològic situat al municipi de Sant Pere de Ribes (Garraf), inclòs a l'Inventari del Patrimoni Arqueològic i Paleontològic de Catalunya, a uns 1,5 km del nucli poblacional.
Es va dur a terme una intervenció el 1984 on es va trobar una trentena de peces lítiques, fet que va donar a pensar que es tractava d'un taller de sílex. Algunes de les peces van ser identificades com pertanyents al mosterià, també es va trobar algunes que mostraven indicis de la tècnica levallois. Un grup d'aquestes peces es van identificar com pertanyents a una època més tardana, possiblement a l'Epipaleolític.